# Фемінізм у Франції
Фемінізм у Франції — це історія феміністичної думки та рухів у Франції. Фемінізм у Франції можна грубо розділити на три хвилі: перша хвиля фемінізму від Французької революції до Третьої республіки, яка була стурбована головним чином виборчим правом і громадянськими правами жінок. Значний внесок зробили революційні рухи Французької революції 1848 року та Паризької комуни, кульмінацією якої став 1944 рік, коли жінки отримали право голосу.
Друга хвиля фемінізму почалася в 1940-х роках як переоцінка ролі жінок у суспільстві, примирення неповноцінного ставлення до жінок у суспільстві, незважаючи на їх нібито рівний політичний статус з чоловіками. Уперше створений такими теоретиками, як Симона де Бовуар, фемінізм другої хвилі став важливою течією й призвів до травневих заворушень у Франції 1968 року. Політичні цілі заворушення охоплювали гарантію збільшення фізичної автономії для жінок через розширення доступу до абортів і контролю народжуваності.
Фемінізм третьої хвилі з 2000-х продовжує спадщину другої хвилі з додаванням елементів постколоніального фемінізму та підходом до прав жінок у тандемі з іншими поточними дискурсами, зокрема тими, що стосуються расизму.

## Фемінізм першої хвилі

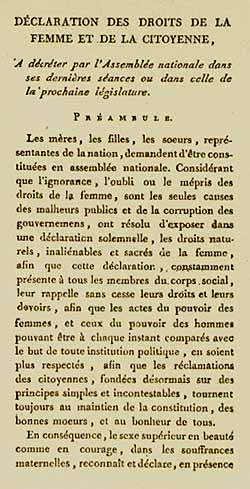
Перша сторінка Декларації прав жінки та громадянки

### Французька революція
У листопаді 1789 року, на самому початку Французької революції була створена Жіноча петиція до Національних зборів, але не вона не була розглянута. Хоча під час революції з'явилися різні феміністичні рухи, більшість політиків дотримувались теорій Руссо, викладених у ессе «Еміль, або Про виховання», яка обмежувала жінок ролями матері та дружини. Філософ Кондорсе був помітним винятком, який виступав за рівні права для обох статей.
Société fraternelle de l'un et l'autre sexe («Братське товариство обох статей») було засновано в 1790 році Клодом Дансаром. До неї входили такі видатні особистості, як Етта Пальм д'Алдерс, Жак Ебер, Луїза-Фелісіте де Кераліо, Полін Леон, Теруань де Мерикур, мадам Ролан, Тереза Кабаррус і Мерлін де Тьонвіль. Наступного року Олімпія де Гуж опублікувала Декларацію прав жінки та громадянки. Це був лист, адресований королеві Марії-Антуанетті, в якому містилось прохання вжити заходів на користь прав жінок. Через два роки, одразу після страти жирондистів, Гуж була гільйотинована.
У лютому 1793 року Полін Леон і Клер Лакомб створили виключно жіноче Société des républicaines révolutionnaires (Товариство революційних республіканок — останнє e in républicaines, прямо позначає республіканських жінок), яке налічувало двісті членок. Вважаючись істориком Даніелем Гереном свого роду «феміністичною секцією Enragés», вони брали участь у падінні жирондистів. Лакомб виступав за надання зброї жінкам. Однак наступного року революційний уряд оголосив Товариство поза законом.

### Від Реставрації до Другої Республіки

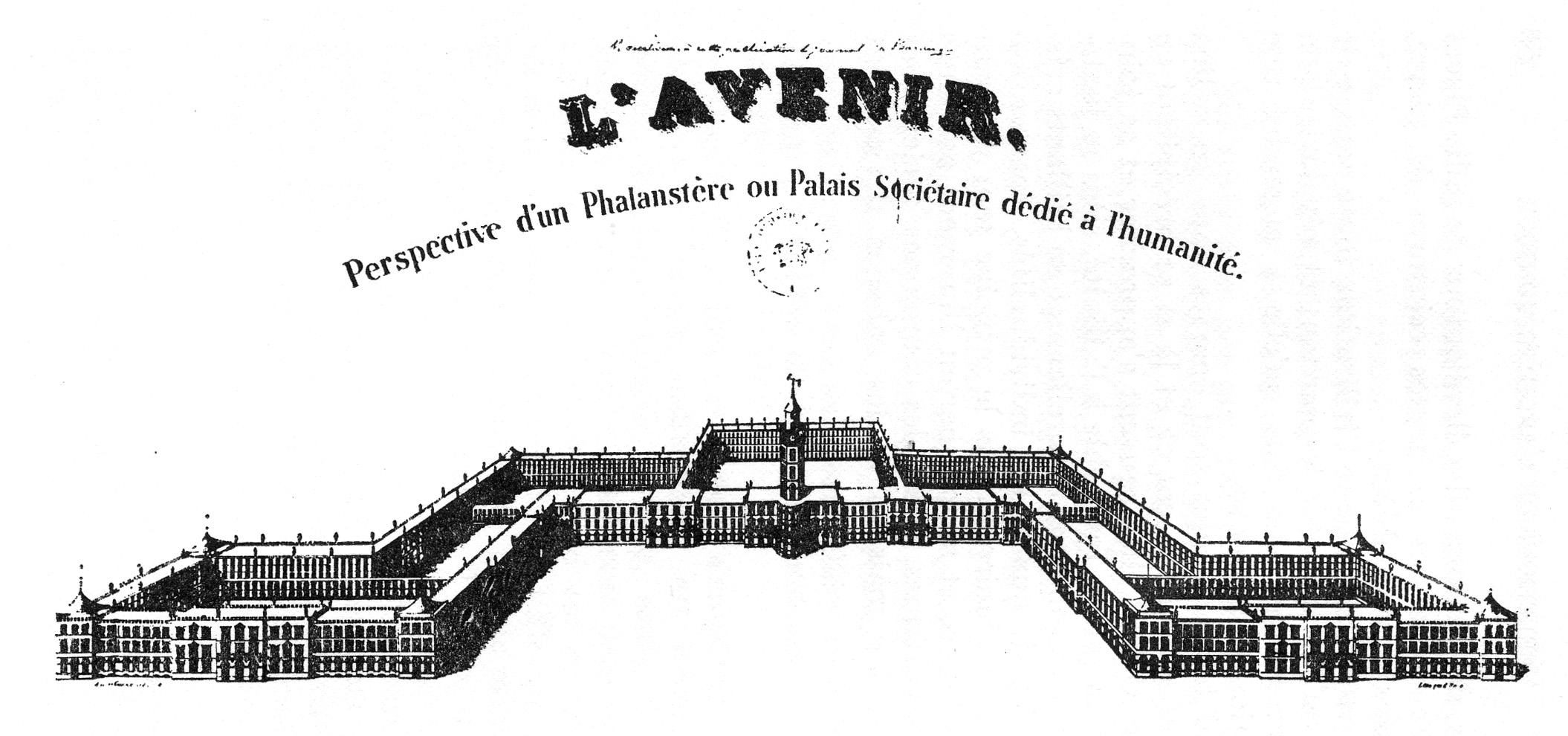
Перспективний вид міської зони фаланстеру Фур'є

Феміністичний рух знову розширився в соціалістичних рухах романтичного покоління, зокрема серед паризьких сенсимонян. Жінки вільно переходили на новий уклад життя, викликаючи обурення в громадській думці. Вони заявляли про рівність прав і брали участь у багатій літературній діяльності. З іншого боку, утопічна соціалістична теорія пристрастей Шарля Фур'є відстоювала «вільне кохання». Його архітектурна модель фаланстерської громади чітко враховувала жіночу емансипацію.
Реставрація Бурбонів відновила заборону на розлучення в 1816 році. Коли Липнева монархія обмежила політичні права більшості населення, феміністична боротьба знову приєдналася до республіканської та соціалістичної боротьби за «Демократичну і Соціальну Республіку», що призвело до революції 1848 року та проголошення Другої республіки. Революція 1848 року стала приводом для публічного вираження феміністичного руху, який організувався в різні асоціації. Політична діяльність жінок призвела до того, що деякі з них були заборонені як інші Сорок вісім.

### Прекрасна епоха
Під час культурного розквіту часів Прекрасної епохи, особливо наприкінці 19 століття, фемінізм і погляди на жіночність зазнали суттєвих змін, через сміливість жінок і відмову від попередніх ролей. Найбільш визначальною характеристикою цього періоду, є влада вибору, якою почали володіти жінки. Жінки брали участь у нестандартних формах шлюбу — оскільки розлучення в цей час було юридично відновлено в результаті законів Наке — практикуючи роботу, яка суперечить гендерним ролям, і глибоко впливаючи на соціальні ідеології щодо жіночності через свої твори.
Феміністичні газети швидко набули поширення і відіграли роль у перетворенні як поглядів на жінок, так і їх прав. Ця епоха обіцяла рівність після Французької революції, але жінки все ще не отримали звання рівноправних громадянок, що робило складним і небезпечним підприємством оприлюднення думок, що сприяли просуванню прав жінок. Серед газет найбільш помітною є La Fronde, якою повністю керували жінки.

### Комуна таСоюз жінок

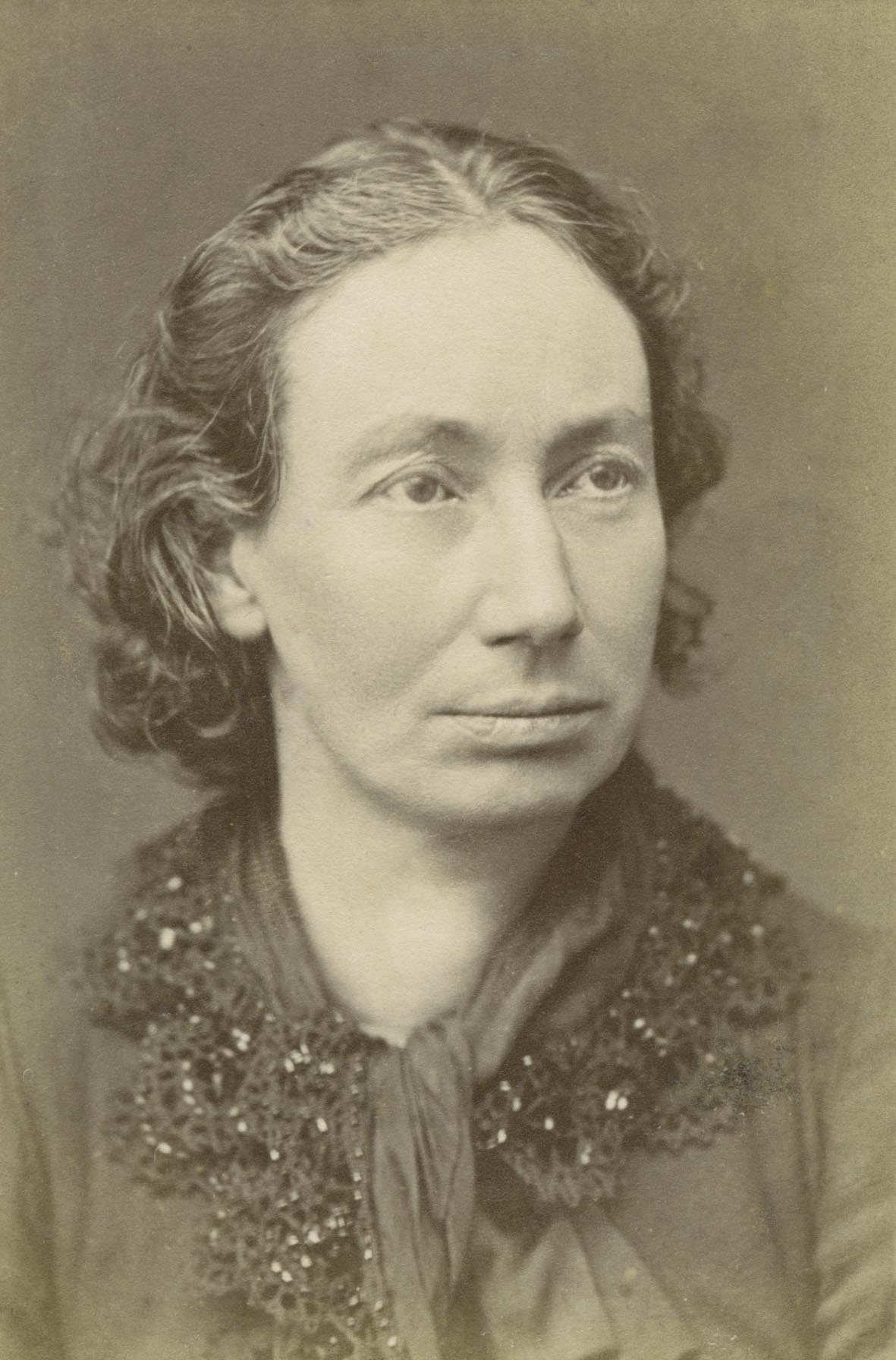
Луїза Мішель

Деякі жінки організували феміністичний рух під час Комуни, наслідуючи попередні спроби в 1789 і 1848 роках. Наталі Лемель, палітурниця-соціалістка, і Єлизавета Дмитрієва, молода російська вигнанка і членка російської секції Першого Інтернаціоналу (IWA), створили Union des femmes pour la défense de Paris et les soins aux blessés (Союз жінок для Оборони Парижу та догляд за пораненими) 11 квітня 1871 р. Асоціація вимагала гендерної рівності, рівності в заробітній платі, права на розлучення для жінок і права на світську та професійну освіту для дівчат. Вони також вимагали придушити відмінність між одруженмми жінками і конкубінатками, між законними та рідними дітьми, скасувати проституцію через закриття maisons de tolérance або легальних офіційних борделів.
Спілка жінок також брала участь у кількох муніципальних комісіях та організовувала спільні семінари. Разом з Еженом Варленом Наталі Ле Мел створила кооперативний ресторан La Marmite, де подавалась безкоштовна їжа для бідних, а потім воювала під час Кривавого тижня на барикадах. З іншого боку, Поль Мінк відкрив безкоштовну школу в Церкві Сен-П'єр-де-Монмартр і оживив клуб Сен-Сюльпіс на лівому березі. Росіянка Анна Жаклар, яка відмовилася одружитися з Достоєвським і врешті стала дружиною активіста бланкіста Віктора Жаклара, заснувала разом з Андре Лео газету La Sociale. Вона також була членкинею Комітету пильності Монмартру разом з Луізою Мішель і Полем Мінком, а також російською секцією Першого Інтернаціоналу.
Відомі фігури, такі як Луїза Мішель, «Червона Діва Монмартра», яка вступила до Національної гвардії,а потім була відправлена до Нової Каледонії, символізують активну участь невеликої кількості жінок у повстанських подіях. Жіночий батальйон Національної гвардії під час репресій захищав площу Бланш.
Активістка Юбертіна Оклер 1881 року заснувала La Citoyenne, щомісячну газету, яка пропагувала ідею надання жінкам виборчих прав.

### Суфражистки

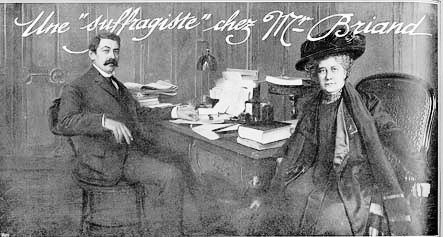
Жанна Шмаль відвідує французького прем'єра Арістіда Бріана в 1909 році

У 1909 році французька дворянка і феміністка Жанна-Елізабет Шмаль заснувала Французький союз за виборче право жінок, щоб відстоювати право жінок голосувати у Франції.
Незважаючи на деякі культурні зміни після Першої світової війни, які призвели до того, що жінки замінили чоловіків-робітників, які пішли на фронт, вони були відомі як Années folles, і їх багатство обмежувалося дуже невеликою групою жіночої еліти. Картина Віктора Маргерітта «Гарсонна» («Флоппер», 1922), що зображує емансиповану жінку, вважалася скандальною, що призвело до того, що він втратив Орден Почесного легіону.
Під час Третьої республіки рух суфражиток відстоював право голосу для жінок, але не наполягав на доступі жінок до законодавчих і виконавчих органів. Суфражитки, однак, шанують досягнення іноземних жінок при владі, привертаючи увагу до законодавства, прийнятого під їх впливом, щодо алкоголю, регулювання проституції та захисту прав дітей.
Незважаючи на цю кампанію та нову роль жінок після Першої світової війни, Третя республіка відмовилася надати їм право голосу, головним чином через страх перед впливом клерикалізму серед них, нагадуючи консервативне голосування сільських районів за Луї-Наполеона Бонапарта під час Другої республіки. Після перемоги Народного фронту 1936 року, хоча він захищав виборчі права жінок (пропозиція включена в програму французької секції партії Інтернаціонал робітників з 1906 року), прем'єр-міністр лівого спрямування Леон Блюм не реалізував цей захід, через страх перед радикально-соціалістичною партією.
Жінки отримали право голосу лише після того, як Тимчасовий уряд Французької Республіки (GPRF) підтвердив 5 жовтня 1944 р. постанову французького комітету національного визволення. Після виборів у листопаді 1946 року, перших, на яких жінкам було дозволено голосувати, соціолог Роберт Вердьє спростував будь-який гендерний розрив у голосуванні: у травні 1947 року в Le Populaire він показав, що жінки не голосують однаково, їх голоси розділяються, як і чоловіків, відповідно до соціальних класів.

### Інші права жінок
Ольга Петі, народжена Шейна Леа-Балаховські, а також Соня Ольга Балаховські-Петі, стала першою жінкою- адвокаткою у Франції 6 грудня 1900 року.

## Друга хвиля фемінізму

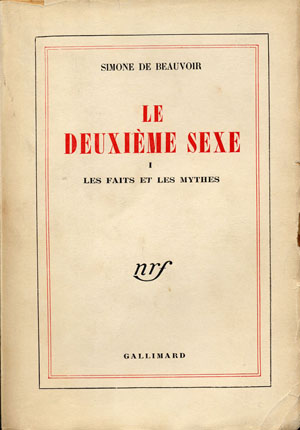
Трактат де Бовуар став відправною точкою фемінізму другої хвилі.

### Післявоєнний період
Жінки не мали права ставати суддями у Франції до 1946 року.
У період бебі-буму фемінізм став незначним рухом, незважаючи на таких представниць, як Симона де Бовуар, яка опублікувала «Другу стать» у 1949 році.
«Друга стать» — це детальний аналіз жіночого пригнічення та основоположний тракт сучасного фемінізму. Він викладає феміністичний екзистенціалізм, який передбачає моральну революцію. Як екзистенціалістка, де Бовуар прийняла заповідь Жана-Поля Сартра про те, що існування передує сутності; отже «жінкою не народжуються, а нею стають». Її аналіз зосереджується на соціальній конструкції Жінки як Іншої, де Бовуар визначає її як фундаментальну для пригнічення жінок. Вона стверджує, що історично жінок вважали девіантними та ненормальними, і стверджує, що навіть Мері Волстонкрафт вважала чоловіків ідеалом, до якого повинні прагнути жінки. Де Бовуар стверджує, що для того, щоб фемінізм рухався вперед, це ставлення має бути відкинуто.
Одружені француженки отримали право працювати без згоди чоловіка в 1965 році. Закон Нойвірта узаконив контроль над народжуваністю в 1967 році, але відповідні укази виконавчої влади були заблоковані на пару років консервативним урядом.

### Травень 1968р. та його наслідки
Потужний феміністичний рух з'явився лише після травня 1968 року, коли у 1968 році було створено Mouvement de libération des femmes (Жіночий визвольний рух, MLF), нібито Антуанеттою Фуке, Монік Віттіг та Жозіан Шанель. Сама назва була дана пресою, посилаючись на рух визволення жінок США. У рамках культурних і соціальних змін, які відбулися під час П'ятої республіки, вони відстоювали право на автономію від своїх чоловіків, а також право на контрацепцію та на аборт.
Батьківська влада чоловіка над своєю сім'єю у Франції припинилася в 1970 році (до цього батьківські обов'язки належали виключно батькові, який приймав усі юридичні рішення щодо дітей).
З 1970 року процедури використання назви «мадемуазель» були оскаржені у Франції, особливо феміністичними групами, які хотіли його заборонити. Циркуляр Франсуа Фійона, тодішнього прем'єр-міністра, від 21 лютого 2012 року, закликав видалити слово «мадемуазель» у всіх офіційних документах. 26 грудня 2012 року Державна рада схвалила видалення.
У 1971 році феміністка-адвокатка Жизель Халімі заснувала групу Choisir («Вибирати»), щоб захистити жінок, які підписали «Le Manifeste des 343 Salopes», написаний Сімоною де Бовуар. Ця провокаційна назва стала популярною після того, як Кабу зробив малюнок у сатиричному журналі з підписом: " Хто запліднив ці 343 повії? ". Жінки визнавали, що робили незаконні аборти, і тому піддавали себе судовим позовам і тюремному ув'язненню. Маніфест був опублікований у Le Nouvel Observateur 5 квітня 1971 року. Маніфест став натхненням для створення маніфесту 331 лікаря від 3 лютого 1973 року, в якому ті заявили про свою підтримку права на абортів.
Choisir перетворився на явно реформістський орган у 1972 році, і їхня кампанія сильно вплинула на ухвалення закону, що дозволяє контрацепцію та аборти, здійснені Сімоною Вейль у 1975 році. У той час Закон про вуаль був гаряче оскаржений власною партією Вейля, консервативним Союзом за французьку демократію (UDF).
У 1974 році Франсуаза д'Обонн увела термін «екофемінізм».

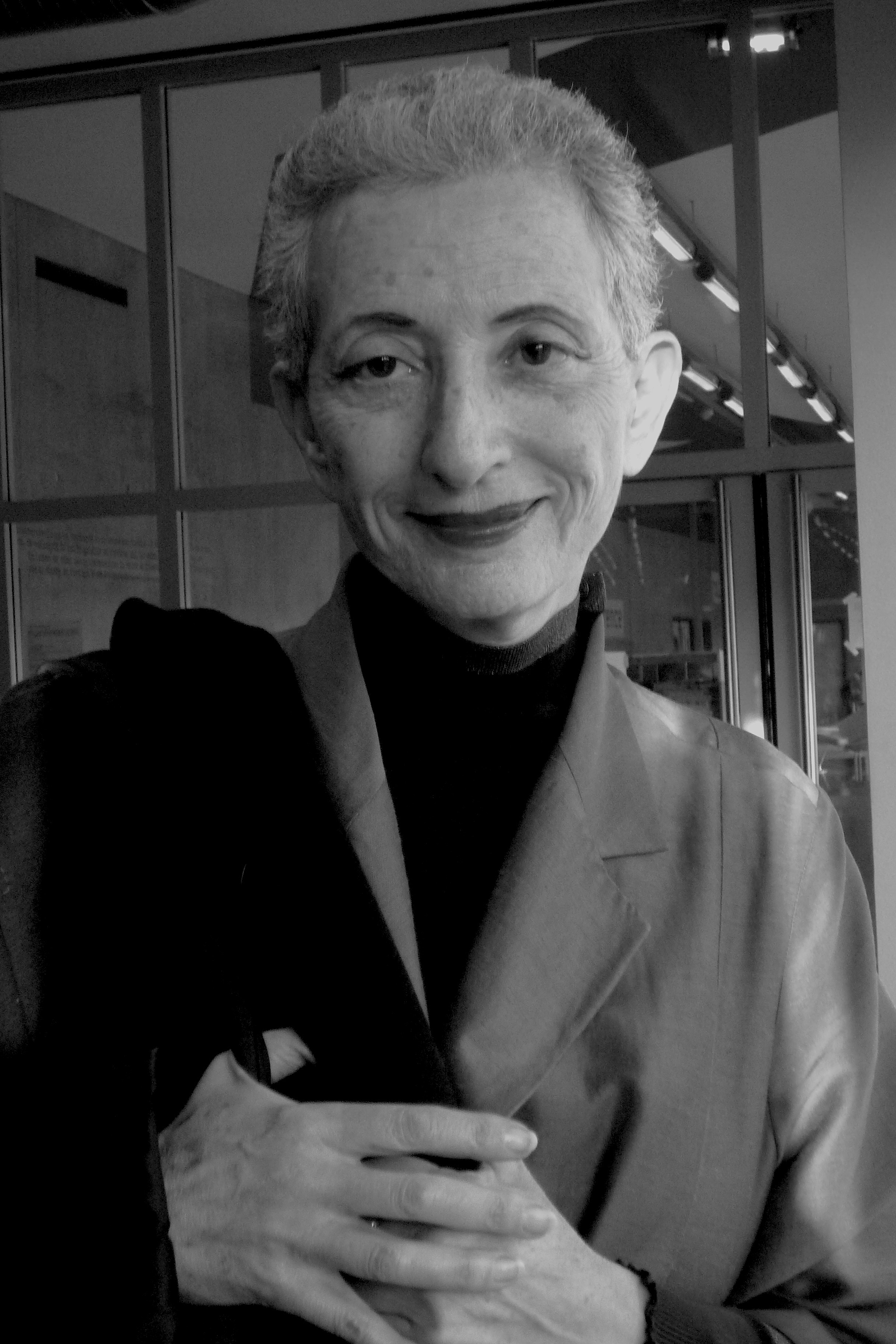
Елен Сіксу, теоретик écriture feminine

У 1970-х роках французькі теоретикині фемінізму підійшли до фемінізму з концепцією écriture féminine (що перекладається як жіноче письмо). Елен Сіксу стверджує, що письмо і філософія є фалоцентричними, і разом з іншими французькими феміністками, такими як Люс Ірігаре, наголошують на тому, що необхідно «писати від тіла». Роботи феміністичної психоаналітикині і філософа Юлії Кристевої вплинули на феміністичну теорію загалом і на феміністичну літературну критику зокрема. З 1980-х років творчість художниці і психоаналітикині Брахи Еттінгер вплинула на літературну критику, історію мистецтва та теорію кіно.
Нова реформа у Франції в 1985 році скасувала положення про те, що батько мав єдину владу розпоряджатися майном дітей.
У 1999 році Флоренс Монтрейно заснувала громадську організацію Chiennes de garde.

## Фемінізм третьої хвилі
У 2000-х роках деякі феміністичні групи, такі як Ni putes, ni soumises (Ні повії, ні покірні), засуджували посилення впливу ісламського радикалізму в бідних передмістях з великою кількістю іммігрантів, стверджуючи, що на них можуть тиснути, щоб вони одягали вуаль, залишали школу та вступали в шлюб. З іншого боку, виникла третя хвиля феміністичного руху, що поєднує питання сексизму та расизму, протестуючи проти ісламофобії фемінізму французькими правими.
Після того, як прем'єр-міністр Жан-П'єр Раффарен прийняв активісток Ni Putes Ni Soumises, а їхнє бачення було включено в офіційне святкування Дня взяття Бастилії 2003 року в Парижі, ліві автори (Сільві Тіссо, Ельза Дорлен, Етьєн Балібар, Houria Bouteldja тощо), а також такі неурядові організації, як Les Blédardes (на чолі з Бутельджа), критикували расистську стигматизацію населення іммігрантів, чия культура зображена як сексистська за своєю природою.
Вони підкреслюють, що сексизм не є особливістю іммігрантського населення. У цьому світлі вони викладають дискусію між французькими лівими щодо закону 2004 року про секулярність та помітних релігійних символів у школах, які в основному спрямовані проти хіджабу.
Вони також стверджували, що Ni Putes Ni Soumises затьмарює роботу інших феміністичних НГО. Сільві Тіссо засудила «державний фемінізм».
У січні 2007 року колектив Féministes indigènes запустив маніфест на честь Мулатриси Солітюд. Мулатриса Солітюд — героїня, яка разом з Луї Дельгресом боролася проти відновлення рабства (скасованого під час Французької революції) Наполеоном. У маніфесті зазначалося, що «західний фемінізм не мав монополії опору проти чоловічого домінування» і підтримував м'яку форму сепаратизму, не дозволяючи іншим (чоловікам чи білим) говорити від їхнього імені.

### 1974—1981рр.
У 1974 році Валері Жискар д'Естен був обраний президентом і висунув 9 жінок до свого уряду в період з 1974 по 1981 рік: Сімона Вейль, перша жінка-міністр, Франсуаза Жиру, призначена міністром жіночого стану, Елен Дорльяк, Аліса Соньє. Енні Лесюр і Крістіан Скривенер, Ніколь Паск'є, Монік Пеллетє і Елен Місоффе. Наприкінці 1970-х років Франція була однією з провідних країн у світі за кількістю міністерок, поступаючись Швеції. Однак жінки залишалися недостатньо представленими в Національних зборах. У 1973 році було лише 14 жінок-депутаток (1,8 %), а в 1978 році — 22 (2,8 %). 67-річна сенаторка від Республіканської партії Жанін Олександр-Дербай ініціювала голодування на знак протесту проти повної відсутності жінок у виборчих списках урядової більшості в Парижі.
Ця нова, відносна фемінізація влади частково пояснювалася побоюваннями уряду Жискара зіткнутися з черговим травнем 1968 року та впливом MLF: «Тому ми можемо пояснити народження державного фемінізму під тиском фемінізму змагань [ féminisme de contestation ]»., написала Крістін Бард. Хоча крайні ліві залишалися байдужими до фемінізації влади, у 1974 році Арлетт Лагіллер стала першою жінкою, яка представила себе на президентських виборах (від троцькістської партії «Боротьба робітників», LO), і інтегрувала феміністичні пропозиції до своєї партії. Досягнення Жискара щодо включення жінок до уряду Франсуаза Жиру кваліфікувала як його найважливіший подвиг, в той час як інші, такі як Евелін Сурро, Бенуа Грулт або міністр Монік Пеллетє, засуджували виборче «алібі». соціолог Марієт Сіно підкреслила, що Жискар зараховував жінок лише до нижчих щаблів урядової ієрархії (держсекретарі) і тримав їх у соціально-виховних справах. Сім жінок із вісімнадцяти (з 1936 по 1981) мали офіси, пов'язані з молоддю та освітою, а чотири (включаючи двох міністрів) мали офіси, пов'язані з охороною здоров'я, що відображає традиційний гендерний поділ. Важливе міністерство фінансів, оборони, закордонних справ та внутрішніх справ залишалося недоступним для жінок. Лише шість жінок з вісімнадцяти були обрані шляхом загального голосування. Решту запропонував прем'єр-міністр. Елен Місоффе була єдиною заступницею, яку назвав Жискар.

### З 1980-х років до сьогодні
Після обрання кандидата від соціалістів Франсуа Міттерана в 1981 році Іветт Руді пролобіювала закон 1983 року проти сексизму.
Ліві та праві жінки-міністерки підписали Маніфест 10 у 1996 році про рівне представництво жінок у політиці. Проти цього виступила історик-феміністка і психоаналітик Елізабет Рудінеско, яка вважала, що існуючого законодавства достатньо.
Соціалістка Сеголен Руяль була першою жінкою-кандидатом у президенти, яка пройшла перший тур президентських виборів у Франції в 2007 році, протистоявши консервативному кандидату від UMP Ніколя Саркозі. Саркозі переміг у важкій боротьбі, але через рік опитування показали, що виборці шкодують, що не відправили Рояль до Єлисейського палацу, і що вона легко виграє у Саркозі в 2008 році. Вона була лідеркою на виборах їхнього керівництва, які відбулися 20 листопада 2008 року, але зазнала поразки у другому турі від суперниці Мартін Обрі, також жінки.
Джоан Скотт, професор Інституту перспективних досліджень, заявила: «Існує давня прихильність до думки, що французи по-різному ставляться до гендерних стосунків — особливо від нахабних американців — і це пов'язано з французьким розумінням спокушання. Спокушання є альтернативою роздуму про [сексуальні домагання] як про сексуальні домагання». Крістін Бард, професор Університету Анже, повторила ці думки, сказавши, що у Франції існує «ідеалізація спокуси à la Française, і що антифемінізм став майже частиною національної ідентичності» у Франції.

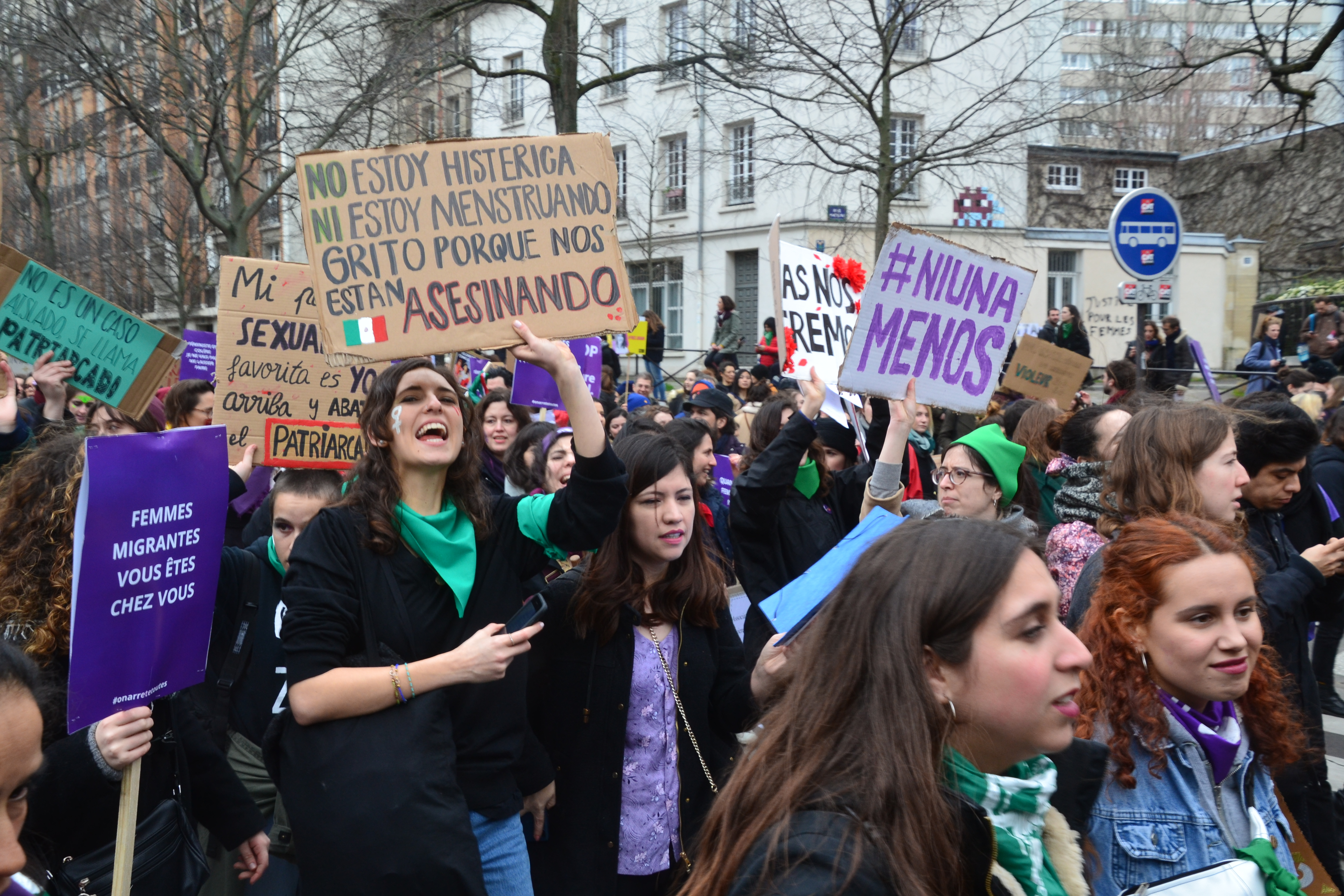
Марш до Міжнародного жіночого дня в Парижі, 8 березня 2020 року

У 1990 році, після розгляду справи, коли чоловік катував і зґвалтував свою дружину, Касаційний суд санкціонував притягнення до відповідальності чоловіка за зґвалтування або сексуальне насильство. У 1992 році Касаційний суд визнав чоловіка винним у зґвалтуванні його дружини, заявивши, що презумпція, що подружжя дали згоду на статеві акти, які відбуваються у шлюбі, є дійсною лише тоді, коли протилежне не доведено. До 1994 року Франція зберігала у Кримінальному кодексі статтю 1810 року, яка виправдовувала ґвалтівника, якщо він згодом одружився зі своєю жертвою, а в 1994 році Закон 94-89 запровадив кримінальну відповідальність за всі зґвалтування в шлюбі.
Лише з 1992 року у Франції сексуальні домагання на робочому місці стали предметом юридичних санкцій. За словами юристів з питань трудових прав, обсяг цих законів не відповідав жорсткому дотриманню. «Небажання Франції діяти більш агресивно проти сексуальних домагань відображає глибоко вкорінені ідеї про сексуальні стосунки та відносну владу між чоловіками і жінками», — сказав Скотт.
У 2018 році у Франції заборонили вуличні сексуальні домагання, прийнявши закон, який оголошує, що домагання на вулицях і в громадському транспорті підлягає штрафу в розмірі до 750 євро, а також більше за більш агресивну і фізичну поведінку. Закон також проголошує, що статеві стосунки між дорослою особою та особою віком до 15 років можуть вважатися зґвалтуванням, якщо молодша особа визнана недієздатною для надання згоди. Він також дає неповнолітнім жертвам зґвалтування додаткове десятиліття для подання скарг, подовжуючи термін до 30 років з моменту досягнення 18 років.